# Рочегодское сельское поселение
Рочего́дское се́льское поселе́ние или муниципа́льное образова́ние «Рочего́дское» — упразднённое муниципальное образование со статусом сельского поселения в Виноградовском муниципальном районе Архангельской области.
Соответствовало административно-территориальным единицам в Виноградовском районе — Рочегодскому и Топецкому сельсоветам.
Административный центр — посёлок Рочегда.
С 4 июля 2021 года упразднено в связи с преобразованием муниципального района в муниципальный округ.

## География
Рочегодское сельское поселение находится на правом берегу Северной Двины. По берегу Северной Двины проходит южная граница поселения. На севере (по реке Верхняя Вареньга) граничит с Осиновским сельским поселением, на востоке — с Борецким сельским поселением.

## История
Муниципальное образование было образовано в 2004 году.
Первоначально планировалось создать два более мелких сельских поселения: Рочегодское и Топецкое.
В 1926 году территория нынешнего Рочегодского поселения относилась к Кургоминской волости Шенкурского уезда.

## Население
Численность населения Рочегодского сельского поселения на 1 января 2020 года — 1 784 человека.
| 2005  | 2010  | 2011  | 2012  | 2013  | 2014  | 2015  |
| ----- | ----- | ----- | ----- | ----- | ----- | ----- |
| 3050  | ↘2418 | ↘2400 | ↘2332 | ↘2274 | ↘2184 | ↘2106 |
| 2016  | 2017  | 2018  | 2019  | 2020  | 2021  |       |
| ↘2023 | ↘1973 | ↘1925 | ↘1844 | ↘1784 | ↘1511 |       |

## Состав сельского поселения
В состав сельского поселения входят 11 населённых пунктов:
| №  | Населённый пункт | Тип населённого пункта          | Население |
| -- | ---------------- | ------------------------------- | --------- |
| 1  | Клыковская       | деревня                         | ↘6        |
| 2  | Кургомень        | деревня                         | ↘35       |
| 3  | Нижняя Топса     | деревня                         | ↘19       |
| 4  | Никитинская      | деревня                         | ↘4        |
| 5  | Няводы           | посёлок                         | →0        |
| 6  | Плёсо            | деревня                         | ↘8        |
| 7  | Пыстрома         | посёлок                         | →0        |
| 8  | Рочегда          | посёлок, административный центр | ↗2009     |
| 9  | Сергеевская      | деревня                         | ↘5        |
| 10 | Топса            | деревня                         | ↘243      |
| 11 | Тугаринская      | деревня                         | ↗12       |

### Карты
- Топографическая карта Р-37-13_14 Шенкурск.